# Krummer Hund

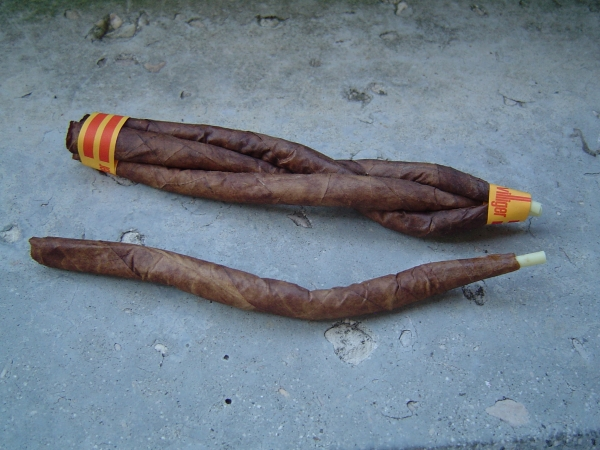
Virginiazigarren der Firma Villiger Söhne Holding

Als Krummer Hund wird eine zwielichtige, verdächtige Person, ein Betrüger bezeichnet.
Krumme Hunde ist auch der, möglicherweise davon abgeleitete, umgangssprachliche Begriff für culebras (spanisch, Schlangen), einen Zigarrentyp, der ursprünglich aus Kuba kam. Neben ihrer unüblichen Form beziehen sie ihre Besonderheit und Begehrtheit aus der Tatsache, dass sie ausschließlich handgefertigt werden, nämlich durch das Verflechten dreier noch feuchter Zigarren zu einem Zopf und anschließendem Trocknen. Über den Ursprung der Culebras gibt es folgende Geschichte: Eine alte Tradition erlaubte es den Zigarrenmachern, abends nach der Arbeit drei Zigarren mit nach Hause zu nehmen. Damit die Arbeiter diese Zigarren auch sicher nicht auf dem Markt verkauften, entwertete man sie, indem man sie zusammenflocht und an den Enden zusammenband.